# Panoa tapanuiensis
Panoa tapanuiensis är en spindelart som beskrevs av Forster 1970. Panoa tapanuiensis ingår i släktet Panoa och familjen Desidae. Inga underarter finns listade i Catalogue of Life.